# Genaro Sepúlveda Villagrán
Genaro Sepúlveda Villagrán ist ein chilenischer Biathlet.
Genaro Sepúlveda startete im August 2010 bei den Biathlon-Südamerikameisterschaften in Portillo und Bariloche. Bei der Meisterschaft, die als Rennserie ausgetragen wurde, wurde Sepúlveda in Portillo 12. des Einzels, 17. im Sprintrennen und 14. im Massenstart. Bei den Rennen in Argentinien trat er wie alle Chilenen wegen eines Erdbebens in ihrer Heimat nicht an. In der Gesamtwertung, in die nur drei Rennen eingingen, belegte er den 17. Platz.